# Leucania pseudotacuna
Leucania pseudotacuna är en fjärilsart som beskrevs av Emilio Berio 1962. Leucania pseudotacuna ingår i släktet Leucania och familjen nattflyn. Inga underarter finns listade i Catalogue of Life.